# Polyrhachis lama
Polyrhachis lama é uma espécie de formiga do gênero Polyrhachis, pertencente à subfamília Formicinae.